# Xarxa xinesa (pesca)

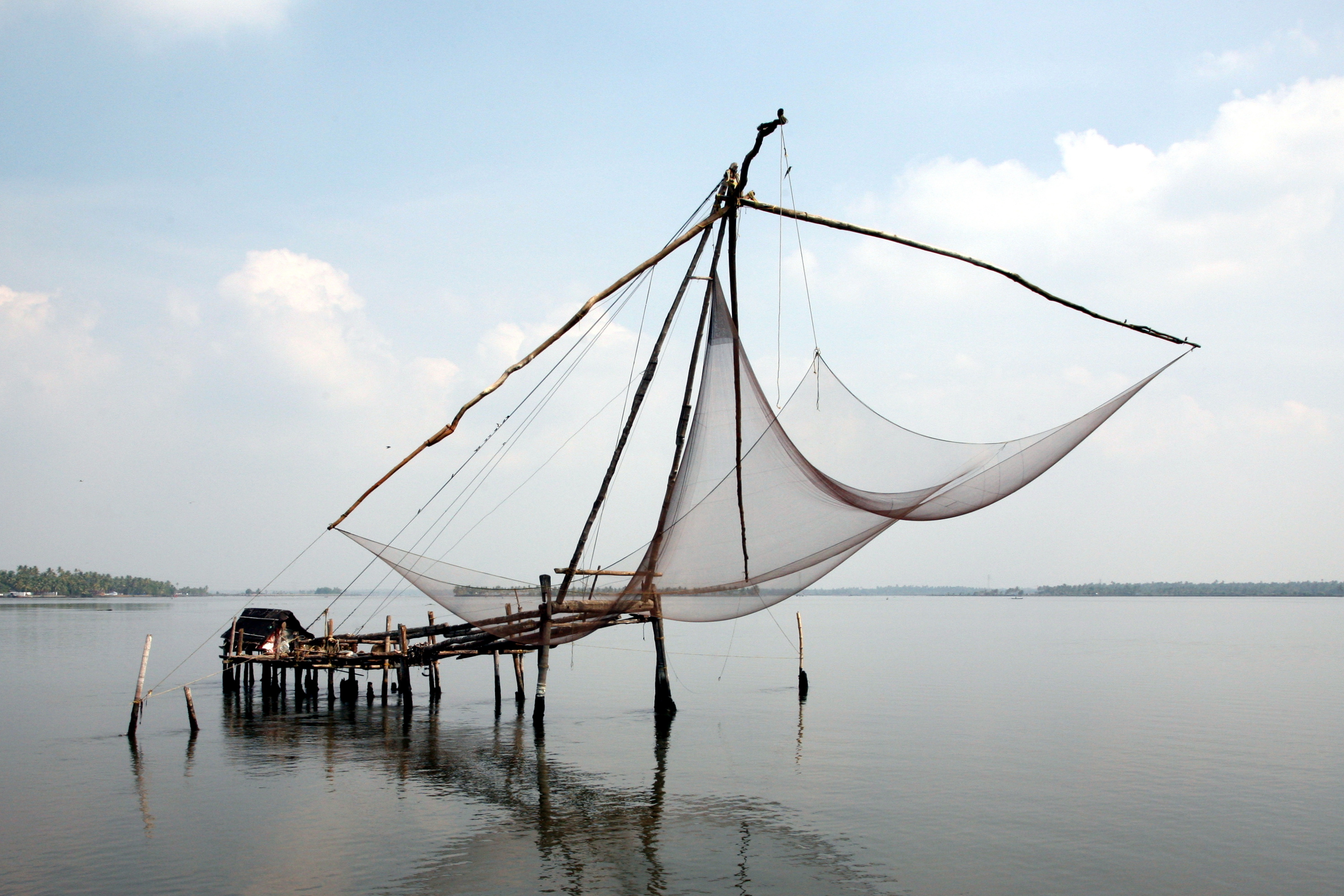
Xarxa basculant a Kochi.

A l'Índia, les xarxes de pesca xineses (Cheena vala) són xarxes de pesca en instal·lacions terrestres fixes per a la pesca. Encara que a l'Índia es coneixen generalment com "xarxes de pesca xineses", el nom més formal per a aquestes xarxes seria "xarxes de ribera per elevació ". Una altra denominació, basada en el seu funcionament, seria la de "xarxes basculants".
També hi ha xarxes basculants a Europa (a Bèlgica, França i Itàlia concretament) que només funcionen de forma artesanal i residual. O com a reclam turístic.

## Descripció

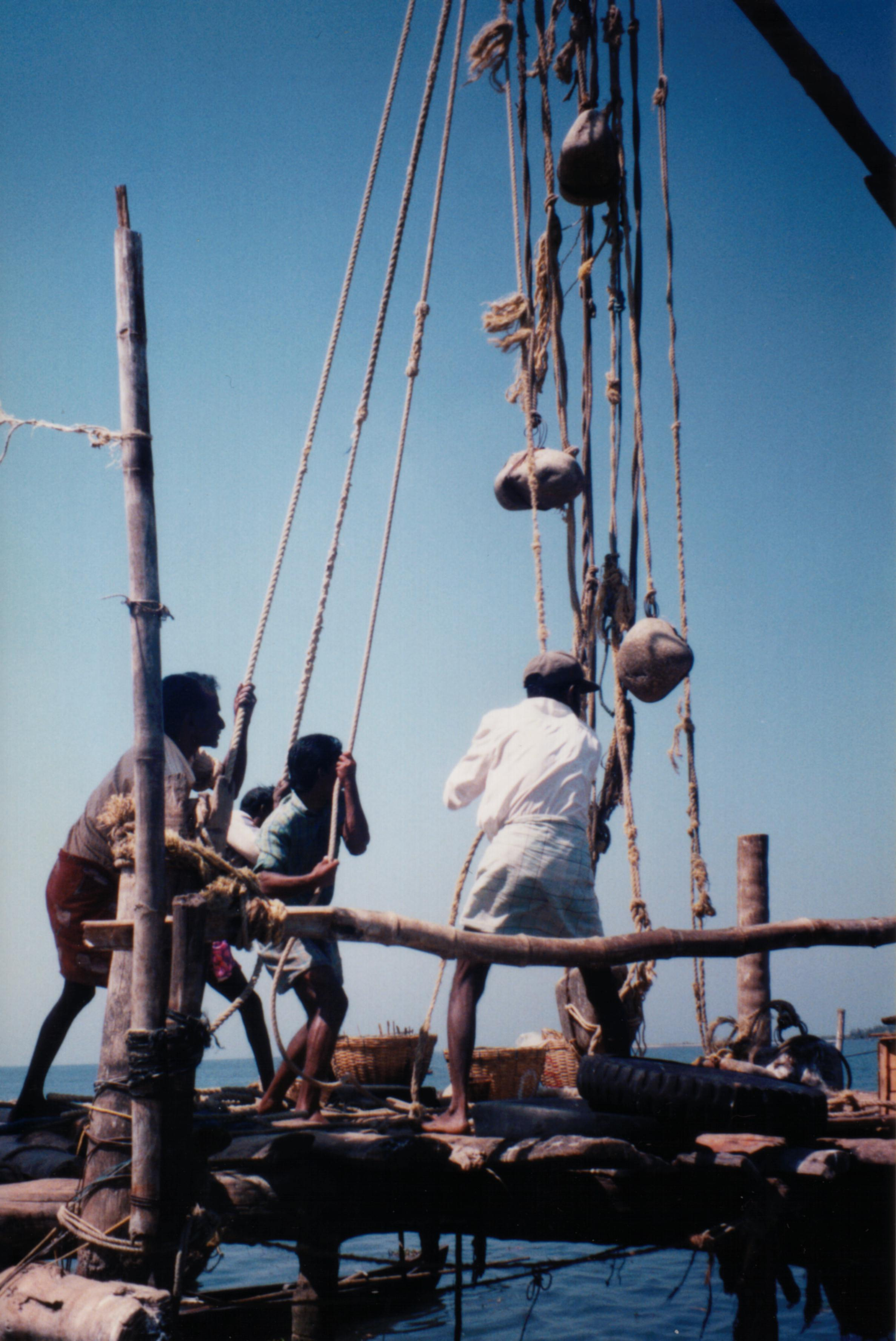
Kochi: Aixecant la xarxa

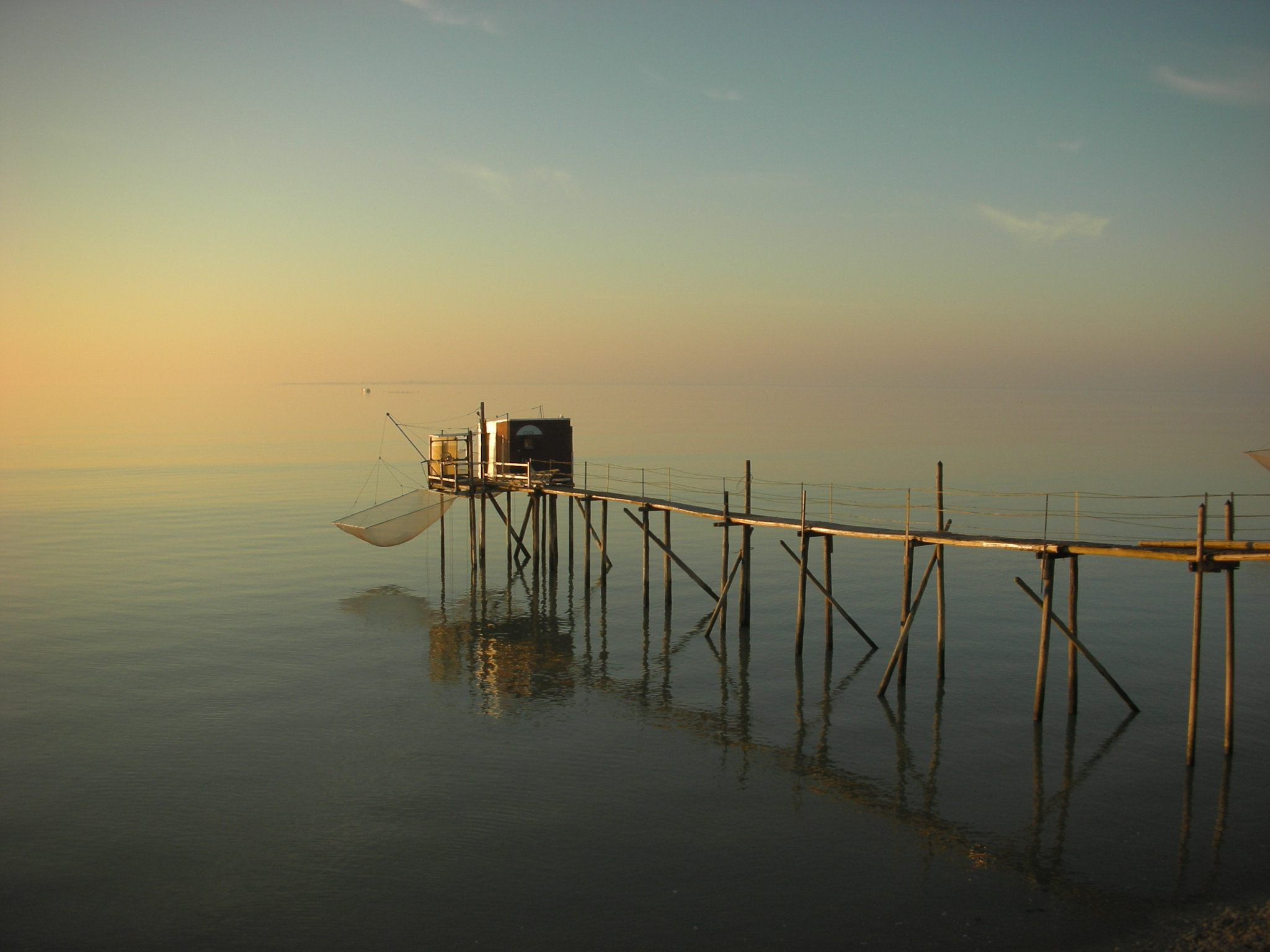
”Carrelet” a Esnandes (França).

Les xarxes basculants són una mena de salabres gegants accionats mecànicament.
Els models més grans tenen xarxes horitzontals quadrades de 20 m o més de costat. Cada estructura té almenys 10 metres d'alçada i comprèn un pescant amb una xarxa estesa suspesa sobre l'aigua i grans pedres suspeses de cordes com contrapesos a l'altre extrem. Cada instal·lació és operada per un equip de fins a sis pescadors. Tot i que aquestes xarxes s'utilitzen al llarg de la costa de la Xina meridional i d'Indoxina, a l'Índia es troben majoritàriament a les ciutats indígenes de Kochi i Kollam, on s'han convertit en una atracció turística. El nom comú indi (Cheena vala) sorgeix pel fet que hi van ser introduïdes a partir de La Xina (semblant al nom de clau anglesa a Catalunya), de fet són molt inusuals a l'Índia, on els diferents tipus de xarxes de pesca emprats habitualment a les seves costes, no hi guarden cap relació.
Les xarxes de pesca xineses s'han convertit en una atracció turística molt popular. La seva mida i la seva elegant construcció les fan molt fotogèniques i el ritme lent del seu funcionament és força hipnòtic. A més a més, les captures es poden adquirir de forma individual i s'han d'agafar a la mateixa ribera, a poca distància de la xarxa, de la mà d'un peixater "empresari" que està al seu càrrec. Aquestes xarxes podrien haver estat introduïdes per l'explorador xinès Zheng He.

### Funcionament
El sistema ha d'estar suficientment equilibrat perquè el pes d'un home caminant al llarg del feix principal sigui suficient per fer que la xarxa s'enfonsi dins l'aigua. La xarxa es queda durant un temps curt, possiblement alguns minuts, abans d'aixecar-la tirant els pescadors de les cordes. La captura sol ser modesta: alguns peixos i crustacis, que es poden vendre als transeünts al cap de pocs minuts
Per al model de Kochi (vegeu les fotos), les roques de contrapès tenen uns 30 cm de diàmetre, i van suspeses mitjançant cordes de diferents longituds, fins a aconseguir l'equilibri (com en una balança). Degut al disseny de les perxes, la força necessària per a suportar el pes, varia per a les diferents alçades respecte l'aigua, així, quan s'estiren les cordes, a mesura que es va aixecant la xarxa, les roques penjades amb diferent longitud de corda, van reposant sobre la plataforma, una darrera l'altra -disminuint el contrapès d'una en una- i d'aquesta manera es manté l'equilibri.
Cada instal·lació té una profunditat operativa limitada, una xarxa individual no es pot operar contínuament en aigües amb marees. En conseqüència, es realitzen diferents instal·lacions segons l'estat de la marea.

## Itàlia
La denominació italiana és "reti di raccolta o sollevamento".
Hi ha dos casos particulars:
- la "quadra", de grans dimensions
- la "bilancia", de dimensions més petites

## Galeria

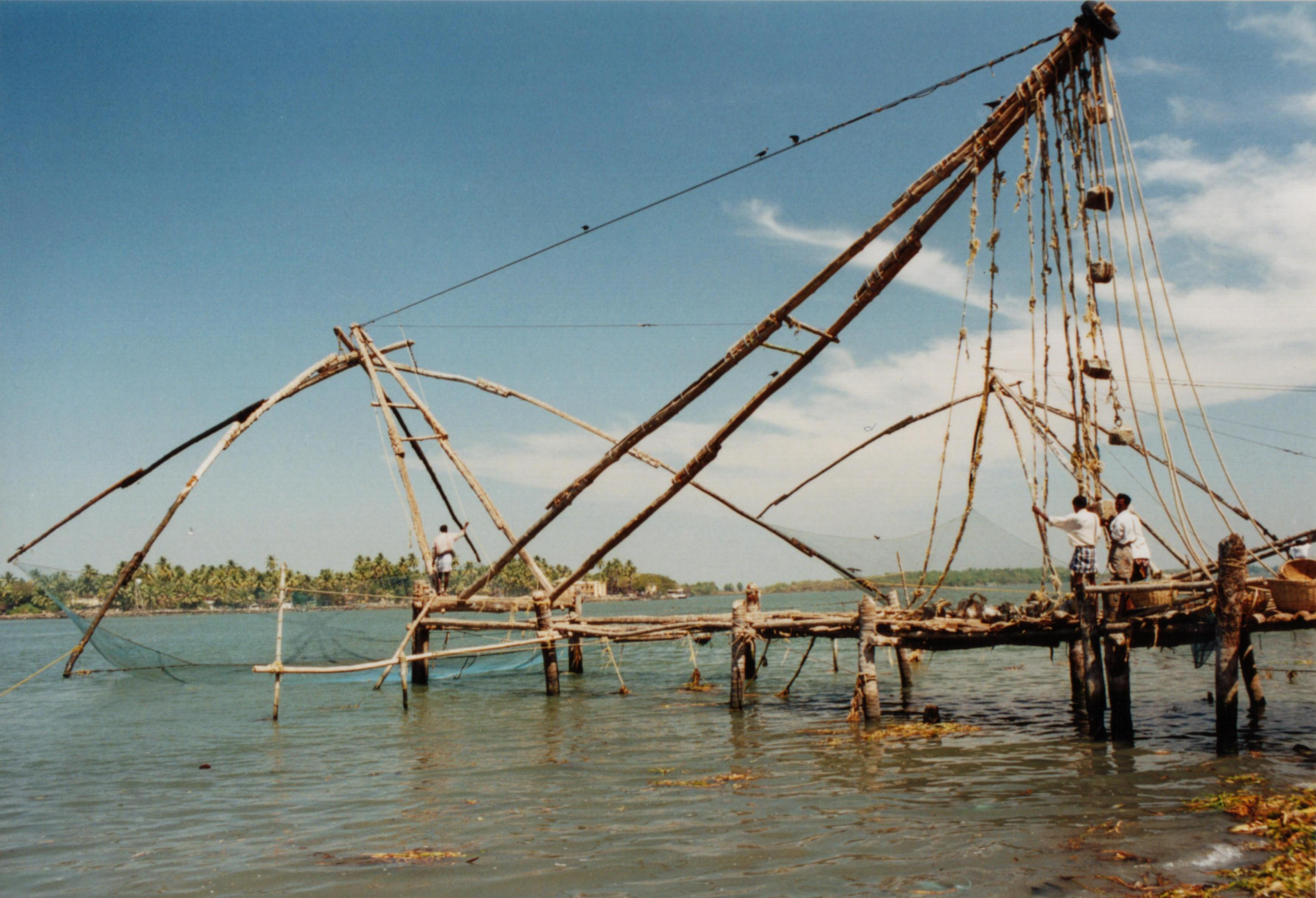
Xarxa fixa submergible a Kochi, Kerala, Índia
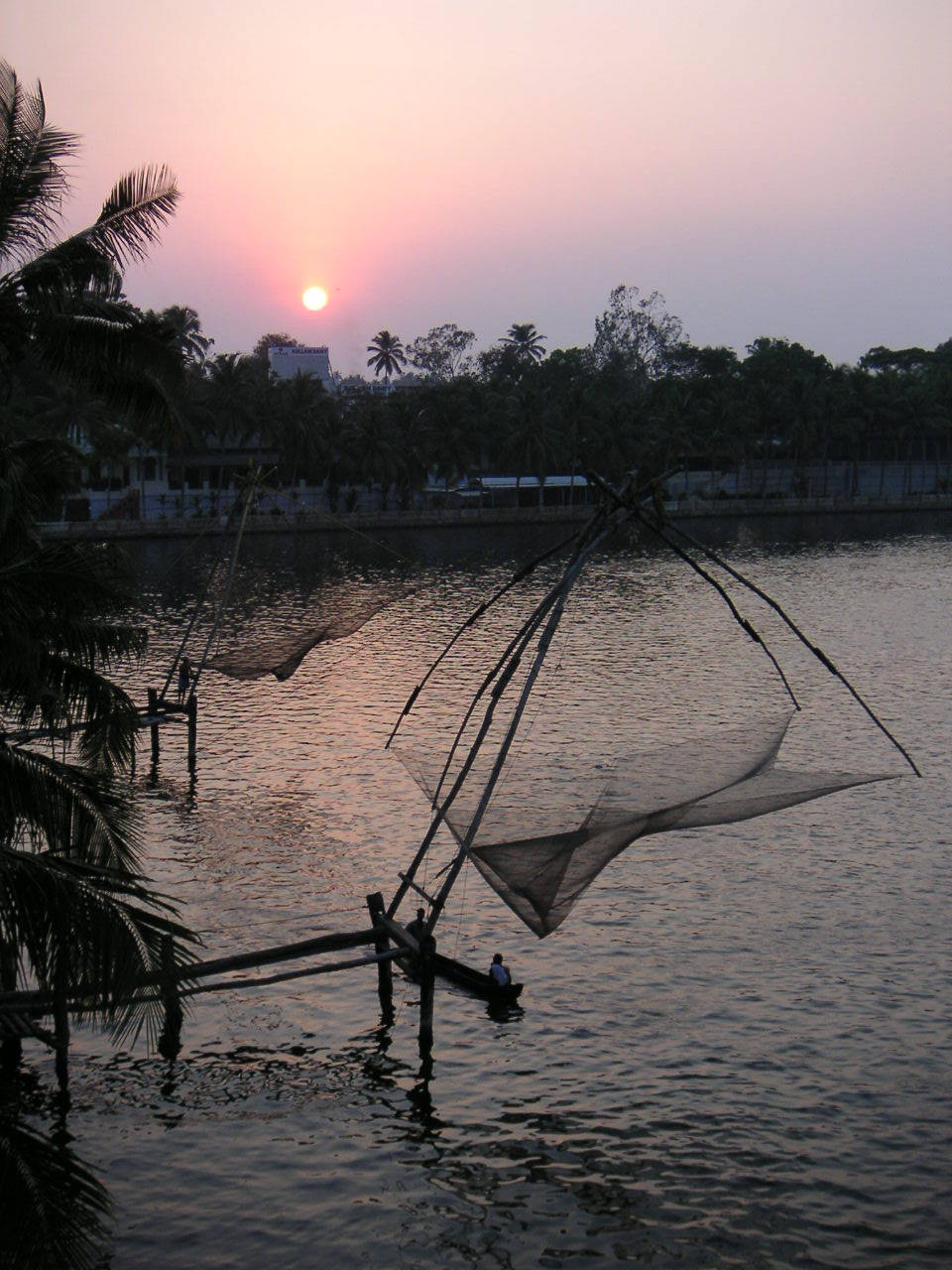
Xarxa de pesca xinesa a Kollam
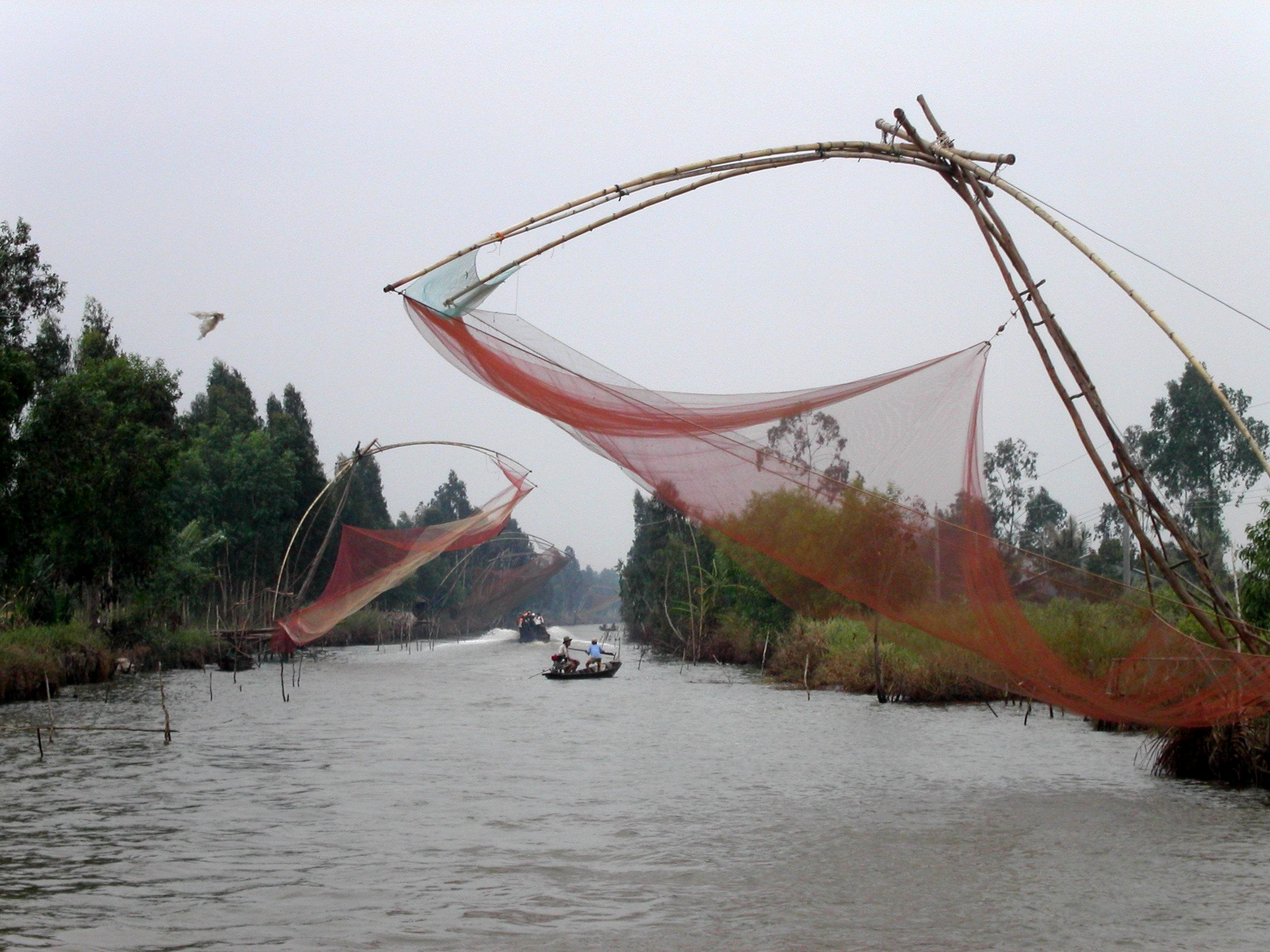
Xarxes d'elevació a Cà Mau, Vietnam.
- Xarxes xineses de Pesca a Kochi, Kerala